# Ньямвези
Ньямвези, ваньямвези (самоназвание. От слова «мвези» — «лунные люди» и слова «мвели» — «западные») — народность группы банту. Проживают, по преимуществу, на территории Танзании. Вместе с сукума и ньятуру составляют 4,6 млн человек.

## Родственные народы
Близкие ньямвзи народы — это сукума («люди, живущие на севере»), сумбве («люди, живущие на западе»), кимбу, кононго, ирамба, ньятуру. Эти народы связаны ещё и общностью экономического, социального и политического развития (Балезин 1998: 392).

## Соседние народы
На более засушливой восточной окраине Центрального плоскогорья живут близкие между собой ньятуру, ирамба, иранги и мбугве (в основном эти народы занимаются скотоводством, земледелие для них второстепенное занятие).
Юго-восточнее ньямвези живут гого, зарамо, сагара, лугуру, руфиджи.

## Происхождение
В древности на территории современной Танзании обитали племена низкорослых охотников и земледельцы, относящиеся к эфиопской расе. С началом железного века на их место стали приходить пришельцы с запада — негроидные народы банту. С того времени в населении преобладают народы негроидной расы — восточные банту. Для них характерен высокий рост, тёмная кожа, курчавые волосы, широкий нос и толстые губы.

## История
Ещё в доколониальное время у ньямвези сложились первые государственные организации с достаточно развитой административной системой. В XV веке деревни управлялись должностными лицами «нтеми» или «мтеми».
В середине XIX века ньямвези создали раннегосударственное объединение.
Ньямвези также известны своей упорной борьбой под руководством верховного вождя Мирамбо из Урамбо с работорговцами (арабы и суахили), которые контролировали всю центрально-западную Танганьику.

## Рабство
Могущественные люди, например, правительственные чиновники, владели огромным количеством рабов, иногда их численность превышала тысячи. Рабы использовались как носильщики и как рабочая сила, направленная на возделывание земли. Домашние рабы часто жили и ели вместе с хозяевами, они могли работать и на себя, а также могли обладать своими собственными рабами и скотом; иногда верные и преданные рабы могли получить и часть владений хозяина, неудивительно, что рабы приобретали всё бо́льшее влияние и силу.
Некоторые продавали себя в рабство за долги.

## Язык
Язык киньямвези (ньямвези) относится к зоне F группы банту бенуэ-конголезской семьи. Имеет несколько диалектов. Ньямвези также говорят и на языке суахили (Балезин 1998: 392).
Сами лингвистические классификации широко используют внелингвистические параметры. В случае с ньямвези и сукума на это чётко указывал один из крупнейших исследователей языков семьи банту М. Гатри: «С чисто лингвистической точки зрения нет никаких оснований для определения зулу и коса как отдельных языков. Они вполне могут быть определены как два диалекта. Но носители считают их разными языками. То же самое относится и к сукума и ньямвези. Лишь по политическим и демографическим причинам мы называем их отличными друг от друга языками» (Гиренко 1977: 75).

## Место обитания
Территория ньямвези входила в XIX веке в состав колонии Германская Восточная Африка, позднее — в состав английской территории Танганьика, в настоящее время входит в состав государства Танзания (Гиренко 1977: 75).
Ньямвези — один из крупных народов Танзании, распространённый между озёрами Виктория и Руква. Их поселения в основном сконцентрированы в районе Табора, Шиньянга и Мванза (Балезин 1998: 392).

## Основные свойства природных условий плато Уньямвези
Для южных районов характерно чёткое деление года на два сезона – сухой и влажный, а к северу происходит переход к экваториальному климату с четырьмя сезонами без чётких временных границ вследствие влияния оз. Виктория.
Природные условия на севере более благоприятны как для земледелия, так и для разведения крупнорогатого скота. В целом почвы на плато относительно малоплодородны и очень разнообразны. В дождливое время они легко заболачиваются, в сухое время года они подвержены сильному высыханию и разрушению, т.к. слабо задерживают влагу.
Основными традиционными занятиями населения плато были скотоводство, земледелие, частично – бортничество. Большое хозяйственное значение в прошлом имела охота (Гиренко 1975: 10).

## Хозяйственные занятия
- Земледелие.

Ньямвези выращивают кукурузу, рис, просо, маис, бананы, маниок, сорго, бобовые, батат и др. Для продажи выращивают арахис и табак.
Наибольшее значение в традиционном хозяйстве ньямвези имело земледелие. Этот вид традиционной хозяйственной деятельности охватывает всех членов общества. Особенности экологии вынуждали население организовывать хозяйства по склону холма, где залегает и оптимальный набор необходимых типов почв. Этим в значительной степени обуславливалась и разбросанность поселения по холму, жители которого представляли в прошлом и социальную общность.
Земледелие ньямвези относительно отсталого типа — переложное подсечно-огневое. Малая производительность и быстрое истощение почв обуславливали его цикличный характер. Этим объясняется относительное непостоянство, подвижность населения (Гиренко 1975: 11).
Земледельческий цикл, регламентирующий общественную жизнь, находит своё отражение в ритуальных функциях вождя. В этом регионе для земледелия, в различных операциях которого участвовали практически все дееспособные члены общества вне зависимости от социального положения, характерно строгое соблюдение половозрастного распределения хозяйственных функций (Гиренко 1975: 12).
- Скотоводство

Разведение крупнорогатого скота возможно лишь в районах, не подверженных заражению мухой цеце. В основном это районы севера и северо-запада плато. Исследование «культа скота» у народов Восточной Африки, показавшее слабую выраженность его у группы народов ньямвези, говорит о том, что скотоводство являлось относительно поздним явлением экономической культуры в этом районе. Это согласуется с тем, что большая часть плато заражена мухой цеце, а в прошлом заражённые районы охватывали ещё более обширные области.
В хозяйстве центральных и южных районов большое значение имеет мелкий рогатый скот и птица, но и здесь этот вид хозяйственной деятельности не является и не являлся в прошлом основным источником продовольствия. Большее значение имело использование скота как обменного эквивалента и в ритуальных целях. Крупный рогатый скот в этом регионе малопродуктивен, и в настоящее время он слабо используется как источник продовольствия, имеет больше престижное значение. Традиционно всеми вопросами, связанными со скотом, ведали мужчины, юноши и мальчики (Гиренко 1975:  10).
- Охота

В дождливый период основная деятельность населения была связана с земледелием. В засушливый сезон важную роль играла охота, в особенности охота на крупную дичь и слонов.
В период интенсивного развития караванной торговли (начало XIX века) охотники стали принимать активное участие и в караванной торговле, как в качестве поставщиков слоновой кости, так и в качестве носильщиков. Этот род занятий в значительной степени перенял функции охотничьей деятельности. В престижном отношении он расценивается столь же высоко, как и участие в охотничьих и военных операциях. Претендент на пост вождя должен был (в период караванной торговли) быть человеком, который много путешествует с караванами (Гиренко 1975: 12).
От продажи слоновой кости охотники получали огромную прибыль. Охотники объединялись в гильдии, в которые могли войти только те, кто прошёл специальное обучение: их учили ориентироваться на любой местности и передвигаться быстро и бесшумно сквозь колючие заросли. На слонов охотились разными способами. Часто использовали смертельный яд, который, по словам немецкого хирурга, действовал медленно, но эффективно. Охота на слонов привела к резкому сокращению их численности.
Основными принципами организации хоты и земледелия были коллективный труд и коллективное право на эксплуатацию земли  и угодий (Гиренко 1975: 13).
- Ремесло
  - плавка и ковка железа (раньше кузнецы образовывали даже отдельные поселения)
  - обработка луба и дерева
- Ньямвези часто уходят на заработки на плантации и рудники, и в города (многие ньямвези работают на предприятиях города Табора).
- Торговля

Раньше вместо денег использовались такие необходимые в хозяйстве и на войне предметы, как инструменты и оружие. У ньямвези это были мотыги, ножи, железные наконечники копий. Все эти предметы, как и бочки с порохом и скот, составляли часть выкупа за невесту. Металлические вещи ценились из-за сложности их изготовления.
Основная товарная культура — хлопчатник. Большинство производителей хлопка объединены в снабженческо-сбытовые кооперативы.
Через территорию ньямвези проходили торговые пути, связывавшие суахильские города побережья с внутренними областями и государствами Межозерья. Посредничество в торговле золотом и слоновой костью способствовало установлению хозяйственных связей среди ньямвези и с соседними народами; также они часто нанимались носильщиками грузов.

## Традиции
- Традиционная еда

Традиционная пища преимущественно растительная. Ньямвези в основном едят два раза в день — утром и вечером. На завтрак едят поджаренные зерна маиса, арахиса, дыни, а на ужин — мучную кашу или кукурузные лепёшки, которые обмакивают в рыбный, грибной или овощной соус. Ньямвези изготовляли пиво из забродившего зерна, сорго или проса. Едят мясо коз и диких животных. Но они не пьют молоко.
Козы использовались в качестве жертвоприношений предкам, с экономической точки зрения козы и овцы использовались для получения мяса и кожи. По традиции пять коз или овец приравнивались к одному быку, а два быка — к одной корове.
- Традиционное жилище

Поселения разбросанного типа на склонах холмов состоят из хижин с конусообразной соломенной крышей. В южных районах прямоугольные жилища с двускатной крышей образуют замкнутое пространство для загона скота. В ряде районов распространены оригинальные ульеобразные хижины. Основой жилищ, как правило, служит плетёный каркас. Кровля строится из листьев бананов. Внутри жилище делится циновкой на две-три части: для сна, приготовления пищи и для скота. Такая домашняя утварь, как зернотёрки, кувшины и горшки, обычно расставляются вокруг очага.
- Традиционная одежда

Ньямвези носят покрывало из кожи или луба. Но распространена и европеизированная одежда, а одежда мусульман похожа на одежду суахили (Балезин 1998: 392).
- Традиции в семье

Традиционная семья большая, патриархальная. Счёт родства матри-,патри- и билинейный. Не было нормативной моногамии (Балезин  1998: 392).

## Социальная организация
Социальная организация — территориально-родовые объединения во главе с носителями потестарной власти, обладавшими ритуальными функциями (нтеми). Существовали танцевальные и охотничьи тайные общества. Традиционная социальная организация разрушена. Характерны кооперация хозяйства, обычаи взаимопомощи.
У ньямвези существует зависимость этнической принадлежности от выплаты в срок брачного выкупа. П. Галливер приводит целый ряд примеров, показывающих сложность определения принадлежности к «племени» — группе людей, имеющих общее имя, которые являются и признают себя, действительно, определённой единой группой, отличной от соседней в своих традициях, жизненном укладе, в социальной системе, культуре, ценностях и языке (Гиренко 1977: 71).
Например, мужчина, родившийся от отца, относящего себя к сумбва, и матери — ньямвези, живёт среди родственников матери в районе расселения ньямвези, так как его отец не выплатил в своё время выкуп. Этот мужчина, занимающий важный традиционный пост, считает себя сумбва. Некто же другой, проживающий в области расселения ньямвези, относит и себя к ньямвези, хотя его родители оба сукума. П. Галливер приходит к выводу, что «в обоих случаях следует признать рациональным считать этих мужчин ньямвези, так как они оба живут и функционируют как ньямвези» (Гиренко 1977: 72-73).
Большое количество социальных институтов, таких как мужские дома, дома для девушек, мужские союзы, женские и общие тайные общества, говорят о большой роли ещё в недалёком прошлом половозрастной социальной стратификации как основы социальной структуры. Большинство зафиксированных ритуалов в разной степени отражают социальное половозрастное деление. С половозрастной стратификацией, так или иначе, был связан весь комплекс такого вида хозяйственной деятельности как охота, а также система военной организации (Гиренко 1975: 12).

## Система родства ньямвези
В результате рассмотрения системы родства ньямвези представляется возможным выделить следующие стадиальные типы отношений, существующие в синхронии и образующие систему в целом:
1. Отношения стадии половозрастной стратификации
2. Отношения стадии социальной дуальности или секционной эпигамии.
3. Отношения стадии билатерального социального организма родства
4. Отношения стадии унилатерального социального организма родства – в процессе развития.
Система родства ньямвези, если указанные типы отношений принять в качестве шкалы, может быть определена как находившаяся в процессе перехода от билатерального социального организма родства к унилатеральному (материнско - правовому), с возникновение, в условиях естественной преемственности хозяйственных функций по поколениям (предшествующий этап), преемственности социального положения по филиации (последующий этап) (Гиренко 1975:  15).
Преемственность лидерства идёт от одного поколения мужчин к другому поколению мужчин. Существенным отличием второго (унилатерального) этапа является то, что в отношении к основному средству производства – земле – не только внутрихозяйственные связи, но уже и межхозяйственные связи становятся столь же экономически значимы, как и первые. В этом случае социальное право ограничивает естественную преемственность группой, которая обладает максимальным количеством межхозяйственных связей, т.е. связей через женщин, в пределах преимущественно эпигамной общности. При традиционной преемственности лидерства от одной группы мужчин – другой (в пределах хозяйственной общности), что можно обозначить как череспоколенную преемственность, основные правовые свидетельства могли быть подтверждены связями с группой классификационных сиблингов родителей. Преобладающую экономическую значимость на этом уровне получают связи с мужскими сиблингами матерей (братья матерей), как с доминирующими членами внешних хозяйственных общностей. Этот процесс происходил, вероятно, в условиях ограничения выбора участков для вновь образующихся хозяйственных единиц, ускоренного развитием караванной торговли и вторжением чужеродных военных отрядов (нгони), что стимулировало консолидацию в целях обороны.
На севере плато аналогичный процесс происходил несколько ранее, и существование унилатерального социального организма здесь уже закреплено в терминологии родства типа кроу. Одной из причин несколько более интенсивного в этом аспекте социального развития северных районов, несомненно, были более благоприятные природные условия, допускающие большую плотность населения при сохранении в целом того же типа земледелия, что и на юге (Гиренко 1975: 16).
- Общность территории как хозяйственной основы объединения отдельных локальных (относительно подвижных) хозяйственных коллективов.

Все члены племени (соплеменники) с полным основанием могут считаться родственниками, т.к. в основе своей (традиционно) – все они должны быть по рождению или ритуальному причислению принадлежать к единой эпигамной общности прошлого. Кроме этого, все соплеменники могут (и должны) считать себя детьми вождя, т.к. вождь избирался из группы родственников, считавшейся наиболее близкой (генеалогически) к мифическому главному предку, благодаря чему вождь сам считается старшим родственником в пределах данной территориальной и родственной группы (племени) эпигамной общности прошлого.
Ко времени интенсивного развития караванной торговли у ньямвези не образовались ещё группы родственников, экономически заинтересованных в узурпации власти в племени. Группа лиц, из которых мог избираться вождь, была весьма широкой, выходила за пределы одного племени. Наследования основных средств производства ещё не было, т.к. они не могли отчуждаться от производителей и определяющими экономическими факторами социального развития мог служить межплеменной обмен и, в случаях нехватки для этих целей внутриплеменных хозяйственных ресурсов, военные операции (Гиренко 1975: 17-18).

## Культура
- У ньямвези развито песенное и танцевальное искусство (существуют даже мужские танцевальные группы — пуба или бену, а также смешанные группы).
- Широко известны глиняные культовые фигурки и маски ньямвези.

## Религия
Большинство ньямвези проповедуют ислам суннитского толка, есть и христиане (в основном католики). Также распространено традиционные верования — культ предков. Также они верят во всесильного бога Likube (главный бог), Limatunda (Создатель), Limi (Солнце) и Liwelolo (Вселенная).